# ارباب: نوکران
«ارباب: نوکران» (انگلیسی: Overlord: Minions) یک بازی ویدئویی در سبک بازی اکشن-ماجراجویی است که توسط کدمسترز توسعه یافته و در سال ۲۰۰۹ و در پلت‌فرم نینتندو دی‌اس منتشر شده‌است.